# 糙毛翅膜菊
糙毛翅膜菊（学名：Alfredia aspera）为菊科翅膜菊属的植物，为中国的特有植物。分布于中国大陆的新疆等地，生长于海拔1,700米至3,100米的地区，多生于林间空旷地，目前尚未由人工引种栽培。